# Ateliers de poterie antique de Jaulges-Villiers-Vineux
Les ateliers de poterie antique de Jaulges-Villiers-Vineux sont un centre de fabrication de céramiques gallo-romain dans le département de l'Yonne en Bourgogne (région Bourgogne-Franche-Comté, France).
Jaulges-Villiers-Vineux a été un des grands centres de production de céramique fine au Bas-Empire romain. Rapidement spécialisé dans la céramique fine métallescente, il produit ces dernières depuis la fin du IIe siècle jusqu'au milieu du Ve siècle.

## Situation géographique
Le site est près de la limite nord-est du département de l'Yonne, à environ 30 km au nord-est d'Auxerre. Il se trouve à environ 2 km à l'ouest de Villiers, à la limite des deux communes de Villiers et de Jaulges (ce dernier étant au nord-ouest de Villiers).
La voie de Sens à Alise (et de Saint-Florentin à Tonnerre) traverse le site dans le sens nord-ouest/sud-est (encore visible sous le nom de « chemin des Romains »), reliant la vallée de la Seine avec la vallée de la Saône (et donc avec Lyon et au-delà avec la Méditerranée) ; et la voie d'Agrippa de Troyes à Cosne croise la première voie à moins de 10 km au nord-ouest, reliant le plateau lorrain avec la vallée de la Loire.
Le site est entre la forêt d'Othe et la forêt de Pontigny.
L'atelier fait partie du groupe de production de céramique de la Gaule du Centre-Est.

## Géologie
L'endroit se trouve sur une couche affleurante du Barrémien supérieur (époque du Crétacé), faite de sédiments lagunaires ou continentaux, sans fossiles, riche en fer ; ce sont des argiles et des sables, de granulométries très variées, incluant des couches pures de l'un ou de l'autre ainsi que des argiles sableuses et des sables argileux.

## Le site
La première publication connue à son sujet remonte à 1913 : Camille Chocat y fait état des fouilles entreprises depuis 1906 par Louis Tainturier au lieu-dit les Épinottes, à la limite des communes de Jaulges et de Villiers, où sont disséminés des débris de céramique gallo-romains sur plusieurs hectares.
Les ateliers suivent l'ancienne voie romaine sur plus d'un kilomètre, incluant le Bois Pioux (2 km au sud-ouest du village), où l'on a aussi retrouvé des fours.
Et un atelier de céramique fonctionnait dans le village,, ; il a perduré jusqu'au Moyen Âge.

## La production

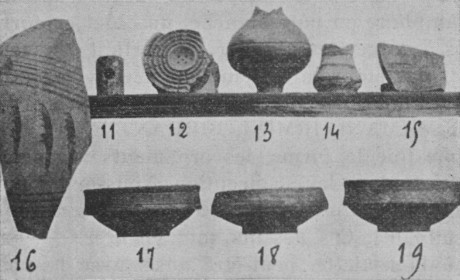
Fig. 11 - Provenance : les Épinottes. « Sifflet en terre blanche ».
Fig. 12 : Provenance : les Epinottes. « Objet en forme de diabolo, [...] portant à chacune de ses deux faces des empreintes semblant devoir être utilisées à la façon d'un moule ».
Fig. 16 : provenance: bois des Friches. « Vases en pâte blanche ornés de lignes parallèles sinueuses ou de palmes de couleur brune semblant faites au pinceau. Ces débris, supposés de l'époque carolingienne, sont d'une facture entièrement différente des poteries romaines ».

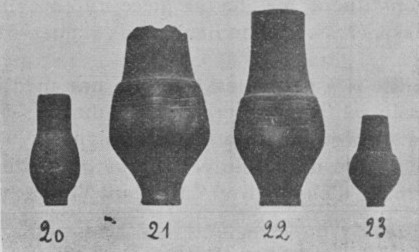

L'atelier produit de la céramique fine (métallescente) et des dérivés des sigillées du Bas-Empire, probablement aussi de la céramique commune (dont des amphores), et des statuettes.
Jaulges - Villiers-Vineux est l'un des trois ateliers connus en Bourgogne pour produire des céramiques fines métallescentes, avec Gueugnon (Saône-et-Loire) et Domecy-sur-Cure (Yonne). La « première génération » des céramiques à revêtement argileux de Jaulges / Villiers-Vineux correspond à la phase 7 de Lezoux. Cette phase de production de ces céramiques commence dans la seconde moitié du IIe siècle et perdure jusqu'au début du IIIe siècle ; les types de dérivées-des-sigillées se multiplient, et les formes 2.03, 3.01, 3.02 (peut-être), 4.01 et 4.02 - apparaissent en petites quantités.
Le IIIe siècle et le premier quart du IVe siècle marquent l'apogée de la production des gobelets métallescents, qui comptent pour les trois quarts de la vaisselle exportée par Jaulges - Villiers-Vineux vers les campagnes de l’ouest de Sens. La chronologie des sites du IIIe siècle peut d'ailleurs être affinée grâce à ces gobelets : car les gobelets tulipiformes 6.02, accompagnés par seulement quelques gobelets 7.02 (ou Niederbieber 33) dominent la première moitié et des alentours du milieu du IIIe siècle ; alors que la fin du IIIe siècle voit les proportions s’inverser, avec le gobelet 7.02 devenant prédominant.
L'atelier produit aussi de nombreux mortiers de forme Drag. 45.

Poterie antique trouvée à Jaulges / Villiers-Vineux
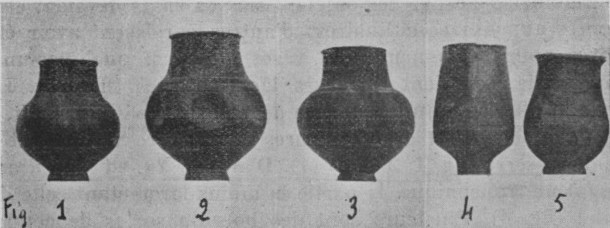
Fig. 1, 2 et 3 : Provenance : les Epinottes. "« Formes les plus communes : vases à pied plat, petit, à corps (panse) renflé, portant des bosselures en nombre variable, et à goulot resserré ».
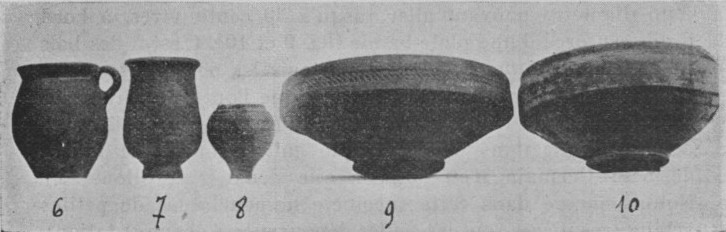
Fig 4 : Provenance : les Epinottes.

## Diffusion
La production de Jaulges-Viliers a atteint pratiquement toute la moitié nord des Gaules.
La région Seine-Yonne est particulièrement riche en céramiques à revêtement argileux produites à Jaulges-Villiers. De nombreuses pièces en ont été trouvées entre autres à la grande villa gallo-romaine de Vergigny (66 km au sud), ancien village disparu sur la commune d'Asquins (qui borde Vézelay au nord) ; à la villa de Burgille (secteur de Besançon, Doubs).